# Gand-Wevelgem 2002
La Gand-Wevelgem 2002, sessantaquattresima edizione della corsa, si svolse il 10 aprile 2002, per un percorso totale di 208 km. Fu vinta dall'italiano Mario Cipollini, al traguardo con il tempo di 4h39'00" alla media di 44,731 km/h.
Alla partenza 193 ciclisti di cui 85 portarono a termine la gara.

## Ordine d'arrivo (Top 10)
| Pos. | Corridore        | Squadra      | Tempo    |
| ---- | ---------------- | ------------ | -------- |
| 1    | Mario Cipollini  | Acqua&Sapone | 4h39'00" |
| 2    | Fred Rodriguez   | Domo         | s.t.     |
| 3    | George Hincapie  | US Postal    | s.t.     |
| 4    | Hendrik Van Dyck | Palmans      | s.t.     |
| 5    | Martin Hvastija  | Alessio      | a 10"    |
| 6    | Robert Hunter    | Mapei        | a 1'29"  |
| 7    | Tom Boonen       | US Postal    | s.t.     |
| 8    | Erik Zabel       | Telekom      | s.t.     |
| 9    | Tristan Hoffman  | CSC-Tiscali  | s.t.     |
| 10   | Johan Museeuw    | Domo         | s.t.     |